# Edwin B. Morgan

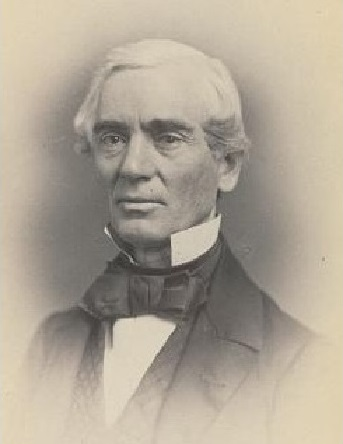
Edwin B. Morgan (1859)

Edwin Barber Morgan (* 2. Mai 1806 in Aurora, Cayuga County, New York; † 13. Oktober 1881 ebenda) war ein US-amerikanischer Unternehmer und Politiker. Zwischen 1853 und 1859 vertrat er den Bundesstaat New York im US-Repräsentantenhaus.

## Leben
Edwin Morgan war der ältere Bruder des Kongressabgeordneten Christopher Morgan (1808–1877) und ein Neffe von Noyes Barber (1781–1844), der den Staat Connecticut im US-Repräsentantenhaus vertrat. Außerdem war er ein Cousin des New Yorker Gouverneurs Edwin D. Morgan (1811–1883). Er besuchte die öffentlichen Schulen seiner Heimat und arbeitete danach im Handel, wo er im Jahr 1827 das Geschäft seines Vaters übernahm. Schon bald erweiterte er das Unternehmen. Außerdem stieg er in das Bankengewerbe ein. Später wurde er Präsident der 1852 gegründeten Firma Wells Fargo, die damals eine Transportgesellschaft war und später ein Finanzdienstleister wurde. Seit Mitte der 1850er Jahre bis zu seinem Tod war Morgan Direktor beim American Express. Außerdem gründete er 1854 die United States Express Company. Politisch war er zunächst Mitglied der Whigs. Nach deren Auflösung schloss er sich der kurzlebigen Opposition Party an, ehe er zur 1854 gegründeten Republikanischen Partei wechselte.
Bei den Kongresswahlen des Jahres 1852 wurde Morgan als Whig-Kandidat im 25. Wahlbezirk von New York in das US-Repräsentantenhaus in Washington, D.C. gewählt, wo er am 4. März 1853 die Nachfolge von Thomas Y. Howe antrat. Nach zwei Wiederwahlen, einmal als Oppositionist und einmal als Republikaner, konnte er bis zum 3. März 1859 drei Legislaturperioden im Kongress absolvieren. Diese waren von den Ereignissen im Vorfeld des Bürgerkrieges geprägt. Zwischen 1855 und 1857 war Morgan Vorsitzender des Patentausschusses. Im Jahr 1858 verzichtete er auf eine weitere Kandidatur.
Nach dem Ende seiner Zeit im US-Repräsentantenhaus setzte Morgan seine früheren Tätigkeiten fort. Während des Bürgerkrieges war er an der Aufstellung und Ausrüstung von Regimentern aus dem Staat New York beteiligt. Von 1865 bis 1874 fungierte er als Kurator der Cornell University. Außerdem war er Kurator an verschiedenen anderen Schulen. Im Jahr 1871 erwarb er die Aktienmehrheit an der Zeitung New York Times. Dadurch unterstützte er deren Kampf gegen William Tweed, den korrupten Leiter von Tammany Hall. Durch Morgans Aktion wurde verhindert, dass Tweed oder seine Freunde die Kontrolle über die Zeitung gewannen. Edwin Morgan starb am 13. Oktober 1881 in seiner Heimatstadt Aurora, wo er auch beigesetzt wurde.